# NPO Energomash
NPO Energomash "VP Glushkó "( en ruso НПО Энергомаш имени академика В.П.Глушко ) es una compañía rusa especializada en el diseño y construcción de motores de cohetes de comburentes líquidos. NPO Energomach, emplea, a principios del siglo XXI, a 5.500 personas. Su sede central se encuentra en Moscú con ubicaciones en Perm y San Petersburgo.
La compañía comenzó sus actividades en 1946 bajo el nombre de OKB-456 o también, Oficina de diseño experimental de dinámica de gases abreviada GDL OKB, bajo la dirección de Valentín Glushkó. Jugó un papel decisivo en el desarrollo de la astronáutica soviética al diseñar los principales motores utilizados por sus lanzadores como el R-7, el Protón, Soyuz o Energía, incluso está relacionada con los motores del cohete norteamericano Atlas V.
NPO Energomash adquirió su nombre actual el 15 de mayo de 1991, en honor de su antiguo diseñador jefe Valentín Glushkó.
Energomach es el diseñador y fabricante del motor de cohete RD-107 que impulsa la primera etapa del lanzador Soyuz, el RD-170 que equipa el lanzador Zenit-3SL y el RD-180 que está parcialmente construido bajo licencia de Pratt & Whitney lanzador estadounidense Atlas V. Se ha desarrollado desde principios de la década de 2000 el RD-191 para la nueva familia de lanzadores rusos Angará. La compañía es líder mundial en motores que utilizan la mezcla de queroseno / oxígeno líquido, que se considera el propulsor más adecuado para las necesidades de las etapas de potencia.

## Historia
El OKB-456 fue fundado en la Unión Soviética el 3 de julio de 1946 con la tarea inicial de reproducir, bajo la supervisión de Valentín Glushkó, una copia de los V2 alemanes. A finales de ese año, la sede del OKB-456 se trasladó a Jimki, cerca de Moscú, donde se construyó una planta para la construcción y prueba de los motores. El motor RD-100, copia exacta del motor de la V2, empleaba oxígeno líquido y etanol funcionó como se esperaba y mejoró ligeramente su rendimiento con las versiones posteriores RD-102 y RD-103. Sin embargo, los avances tecnológicos pronto permitieron cambiar a propergoles con una mayor densidad de energía y cámaras de combustión con presiones operativas más altas y se decidió utilizar una combinación de oxígeno líquido y queroseno que caracterizará toda la producción posterior de OKB.
Entre 1954 y 1957 se desarrollaron los motores RD-107 y RD-108, que fueron la base de los éxitos de los misiles soviéticos, todavía en uso con las versiones modernizadas de Soyuz . Una característica distintiva de estos motores es la configuración del grupo en el que, en lugar de proporcionar una única cámara de combustión seguida de una tobera de descarga, se utiliza un grupo de cámaras de combustión y toberas de menor tamaño que tienen la ventaja de reducir las dimensiones generales del motor y maquinaria para la construcción de piezas. Además, fue posible orientar la unidad motora para vectorizar (dentro de ciertos límites) el empuje .
Entre 1961 y 1965, se desarrolló el RD-253 que generó otra familia de motores de propergoles hipergólicos de alto rendimiento (y uno de los más confiables) para el lanzador Proton. Con el RD-170, destinado al lanzador Energía, llegó a la producción del motor con el mayor empuje del mundo. De esto se deriva una versión reducida con sólo dos cámaras de combustión ( RD-180 ) utilizados en el cohete de EE. UU. Atlas V.

## Motores desarrollados
| Designación | Tipo alimentation | Empuje (kNw) | Impulso específico (segundos) | Propergol                       | Presión cámara de combustión | Masa (kg) | Dimensiones (longitud x diámetro) | Otras características   | Développement | Empleo                                             | Estatuts      | Notas                                                                |
| ----------- | ----------------- | ------------ | ----------------------------- | ------------------------------- | ---------------------------- | --------- | --------------------------------- | ----------------------- | ------------- | -------------------------------------------------- | ------------- | -------------------------------------------------------------------- |
| ORM-65      |                   | 1,72 (sol)   | 215 (sol)                     | Queroseno / Ácido nítrico       | 26,5 bars                    | 14,3 kg   | 0,46 / 0,38 m.                    |                         | 1936          | planeador RP-318                                   |               |                                                                      |
| RD-100      |                   | 257 (sol)    | 199 (sol)                     | etanol al 75% / oxígeno líquido | 16,2 bars                    | 1209 kg   | 3,7 / 1,65 m.                     |                         | 1946-1950     | Misil R-1                                          |               | Copie du moteur du missile V2                                        |
| RD-107      |                   | 814 (sol)    | 256 (sol)                     | Queroseno / oxígeno líquido     | 60 bars                      | 1190 kg   | 2,86 / 1,85 m.                    | 4 cámaras de combustión | 1954-1957     | 1.ª etapa misil R-7 y cohetes R-7 Semyorka         | en producción | Versiones derivadas propulsan los Soyouz                             |
| RD-120      | combustion étagée | 833 (vide)   | 350 (vide)                    | Queroseno / oxígeno líquido     | 166 bars                     | 1125 kg   | 3,87 / 1,95 m.                    |                         | 1976-1985     | 2.ª etapa lanceur Zenit                            | en producción |                                                                      |
| RD-170      | combustion étagée | 7257 (sol)   | 309 (sol)                     | Queroseno / oxígeno líquido     | 250 bars                     | 10 750 kg | 4 / 4 m.                          | 4 cámaras de combustión | 1976-1987     | 1.ª etapa lanzador Energía                         |               | El motor de mayor empuje utilizando esta combinación de propergoles. |
| RD-180      | combustion étagée | 3824 (sol)   | 311 (sol)                     | Queroseno / oxígeno líquido     | 262 bars                     | 5330 kg   | 3,58 / 3,2 m.                     | 2 cámaras de combustión | 1992-1998     | 1.ª etapa lanzador Atlas V et Atlas III            | en producción | Versión derivada del RD-170 con dos cámaras de combustión            |
| RD-191      | combustion étagée | 1922 (sol)   | 310 (sol)                     | Queroseno / oxígeno líquido     | 263 bars                     | 2200 kg   | 4 / 1,45 m.                       |                         | 1998          | 1.ª etapa lanzador Angara                          | en producción | Versión derivada del RD-170 con una sola cámara de combustión        |
| RD-214      |                   | 636 (sol)    | 230 (sol)                     | Ácido nítrico / UDMH            | 44,5 bars                    | 645 kg    | 2,38 / 1,5 m.                     | 4 cámaras de combustión | 1952-1957     | 1.ª etapa misil R-12 1.ª etapa lanzador Cosmos     |               |                                                                      |
| RD-216      |                   | 1481 (sol)   | 246 (sol)                     | Ácido nítrico / UDMH            | 75 bars                      | 1350 kg   | 2,19 / 2,26 m.                    | 4 cámaras de combustión | 1958-1960     | 1.ª etapa misil R-14 1.ª etapa lanzador Cosmos SLV |               |                                                                      |
| RD-218      |                   | 2221 (sol)   | 246 (sol)                     | Ácido nítrico / UDMH            | 75 bars                      | 1960 kg   | 2,2 / 2,8 m.                      | 6 cámaras de combustión | 1958-1961     | 1.ª etapa misil intercontinental R-16              |               |                                                                      |
| RD-251      |                   | 2363 (sol)   | 270 (sol)                     | Tetróxido de dinitrógeno / UDMH | 85 bars                      | 1729 kg   | 1,7 / 2,52 m.                     | 6 cámaras de combustión | 1961-1965     | 1.ª etapa misil intercontinental R-36              |               |                                                                      |
| RD-253      |                   | 1471 (sol)   | 285 (sol)                     | Tetróxido de dinitrógeno / UDMH | 150 bars                     | 1080 kg   | 3 / 1,5 m.                        |                         | 1961-1965     | 1.ª etapa lanzador Proton                          | en producción |                                                                      |